# 傷だらけの僕ら
「傷だらけの僕ら」（きずだらけのぼくら）は、NormCoreの楽曲。2018年4月18日に2枚目のシングルとしてビーイングから発売された。

## 解説
TOKYO MX『一人之下 羅天大醮篇』主題歌。ミュージック・ビデオでは日本語バージョンのみならず、当アニメの原作が中国のWeb漫画である事からFumiが中国語で歌っているバージョンが存在する。

## 収録トラック
全曲の作詞・作曲をFümiが手掛けている。
CD
1. 傷だらけの僕ら
編曲 - 橘井健一
2. 永遠の記憶
編曲 - 田尻尋一

DVD
1. 傷だらけの僕ら (MUSIC VIDEO)
2. 傷だらけの僕ら（MUSIC VIDEOオフショット）